# Lithographa opegraphoides
Lithographa opegraphoides är en lavart som beskrevs av Coppins & Friday. Lithographa opegraphoides ingår i släktet Lithographa och familjen Trapeliaceae.   Inga underarter finns listade i Catalogue of Life.